# Hotelkette
Mit Hotelketten werden häufig Hotelgesellschaften assoziiert, die eine große Anzahl von Hotelbetrieben in Großstädten oder bekannten Fremdenverkehrsorten besitzen.

## Merkmale
Meist sind die Hotelimmobilien an Betreibergesellschaften verpachtet. Nur in seltenen Fällen ist die Hotel- oder Betreibergesellschaft auch die Eigentümerin der Hotelimmobilie.
Die Betreibergesellschaften führen Hotels entweder
- unter eigenem Namen (Pachtbetrieb) oder
- unter fremdem Namen gegen Lizenzgebühr (Lizenzbetrieb) oder
- unter fremdem Namen im Rahmen eines Franchise-Vertrags Franchising (Franchise-Betrieb) oder
- unter fremdem Namen eines externen Managers (Management-Betrieb)

Der Hotelgast identifiziert sich oft mit dem Markennamen und nur selten mit der Betreibergesellschaft. Infolgedessen werden Markenwechsel, Aufteilungen (Spin-offs), Markenerweiterung (Co-Brandings), Neupositionierungen (up- oder downgrade), Management-Wechsel usw. von der Öffentlichkeit kaum nachvollzogen. Folglich wird der Begriff „Hotelkette“ häufig mit dem „Brand“ einer Betreibergesellschaft verwechselt.
Eine Welle von Gründungen solcher Hotelketten erfolgte kurz nach dem Zweiten Weltkrieg, meist durch US-amerikanische Gründer. Bekannte Hotelketten sind z. B. die amerikanischen Ketten Hilton und Holiday Inn und die französische Accor-Gruppe mit mehreren Hotelmarken. Es gibt aber auch unabhängige Hotelkooperationen, meist Zusammenschlüsse zahlreicher einzelner Unternehmen unter einem Motto zu Vermarktungszwecken.

## Größte Hotelketten der Welt (nach Anzahl der Zimmer)
Seit 1982 veröffentlicht die amerikanische Zeitschrift Hotels mit Hotels 325 eine Übersicht über die größten Hotelketten/-kooperationen weltweit. In der folgenden Liste sind die zwanzig größten Hotelketten anhand ihrer Zimmeranzahl aufgeführt:
| Platz | Hotelkette                                                                                       | Herkunftsland          | Anzahl der Zimmer (2018) |
| ----- | ------------------------------------------------------------------------------------------------ | ---------------------- | ------------------------ |
| 1     | Marriott International (seit der Übernahme von Starwood Hotels & Resorts Worldwide im Jahr 2016) | USA                    | ca. 1.317.368            |
| 2     | JinJang International Hotel Group                                                                | Volksrepublik China    | ca. 941.794              |
| 3     | Hilton                                                                                           | USA                    | ca. 912.960              |
| 4     | InterContinental Hotels Group                                                                    | Vereinigtes Königreich | ca. 836.541              |
| 5     | Wyndham Hotel Group                                                                              | USA                    | ca. 809.900              |
| 6     | Accor                                                                                            | Frankreich             | ca. 703.806              |
| 7     | Choice Hotels International                                                                      | USA                    | ca. 569.108              |
| 8     | Oyo Hotels & Homes                                                                               | Indien                 | ca. 515.144              |
| 9     | Huazhu Group (ehem. China Lodging Group)                                                         | Volksrepublik China    | ca. 422.747              |
| 10    | BTG Hotels Group                                                                                 | Volksrepublik China    | ca. 397.561              |
| 11    | Best Western                                                                                     | USA                    | ca. 295.849              |
| 12    | GreenTree Hospitality Group                                                                      | Volksrepublik China    | ca. 221.529              |
| 13    | Hyatt                                                                                            | USA                    | ca. 208.297              |
| 14    | Dossen International Group                                                                       | Volksrepublik China    | ca. 199.042              |
| 15    | G6 Hospitality                                                                                   | USA                    | ca. 123.162              |
| 16    | Qingdao Sunmei Group                                                                             | Volksrepublik China    | ca. 121.483              |
| 17    | Aimbridge Hospitality                                                                            | USA                    | ca. 102.786              |
| 18    | Magnuson Worldwide                                                                               | USA                    | ca. 94.386               |
| 19    | RLH Corp.                                                                                        | USA                    | ca. 85.700               |
| 20    | Meliá Hotels International                                                                       | Spanien                | ca. 83.253               |

Auf Platz 76 folgt die erste deutsche Hotelkette Motel One mit rund 20.160 Zimmern. Die größte in der Schweiz ansässige Hotelkette ist Kempinski mit ca. 20.775 Zimmern auf Platz 71. Mit Vienna House auf Platz 155 rangiert die erste österreichische Hotelkette mit ungefähr 9.048 Zimmern.

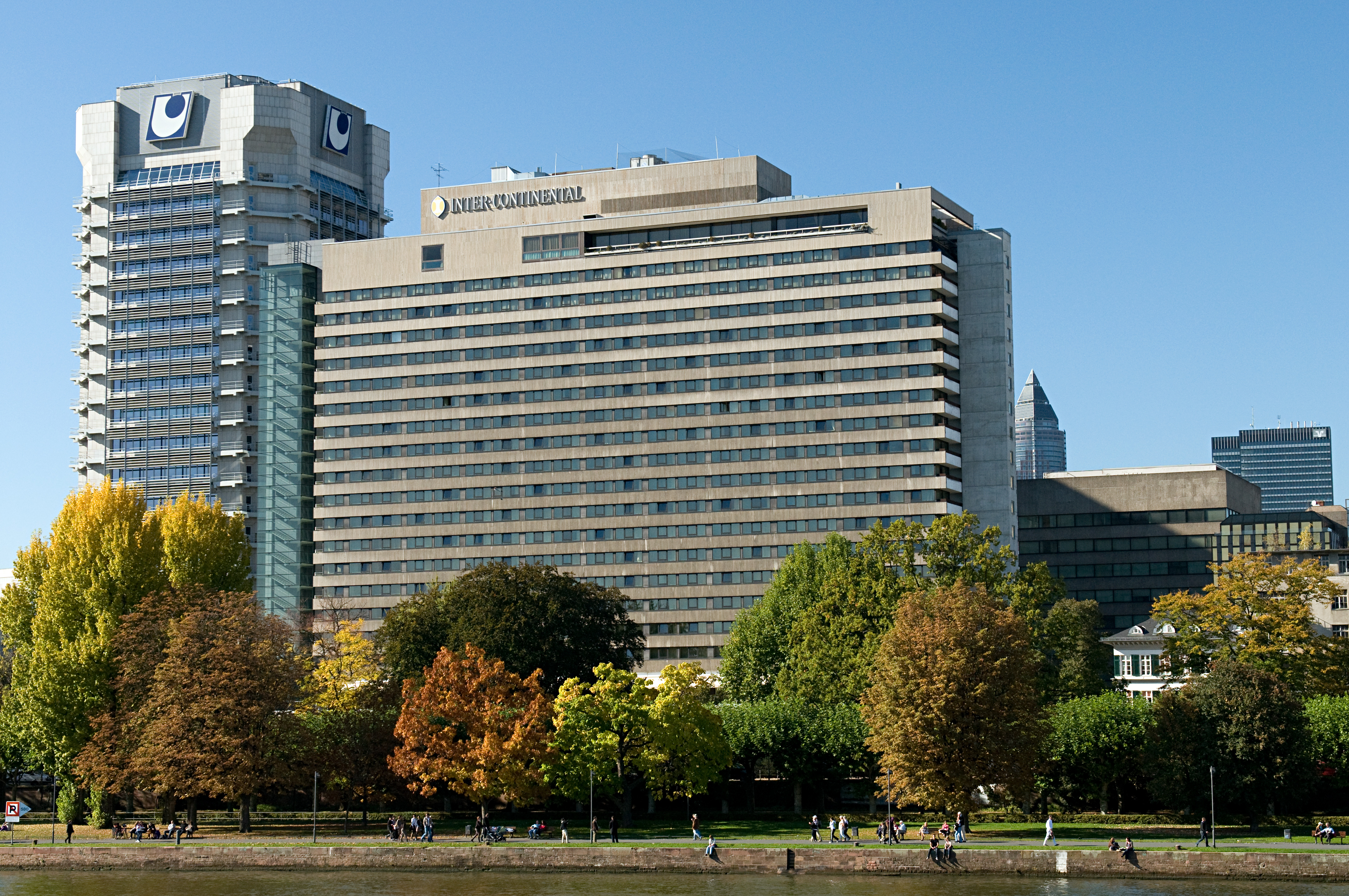
InterContinental Hotels Group (hier das InterContinental Hotel Frankfurt am Main)
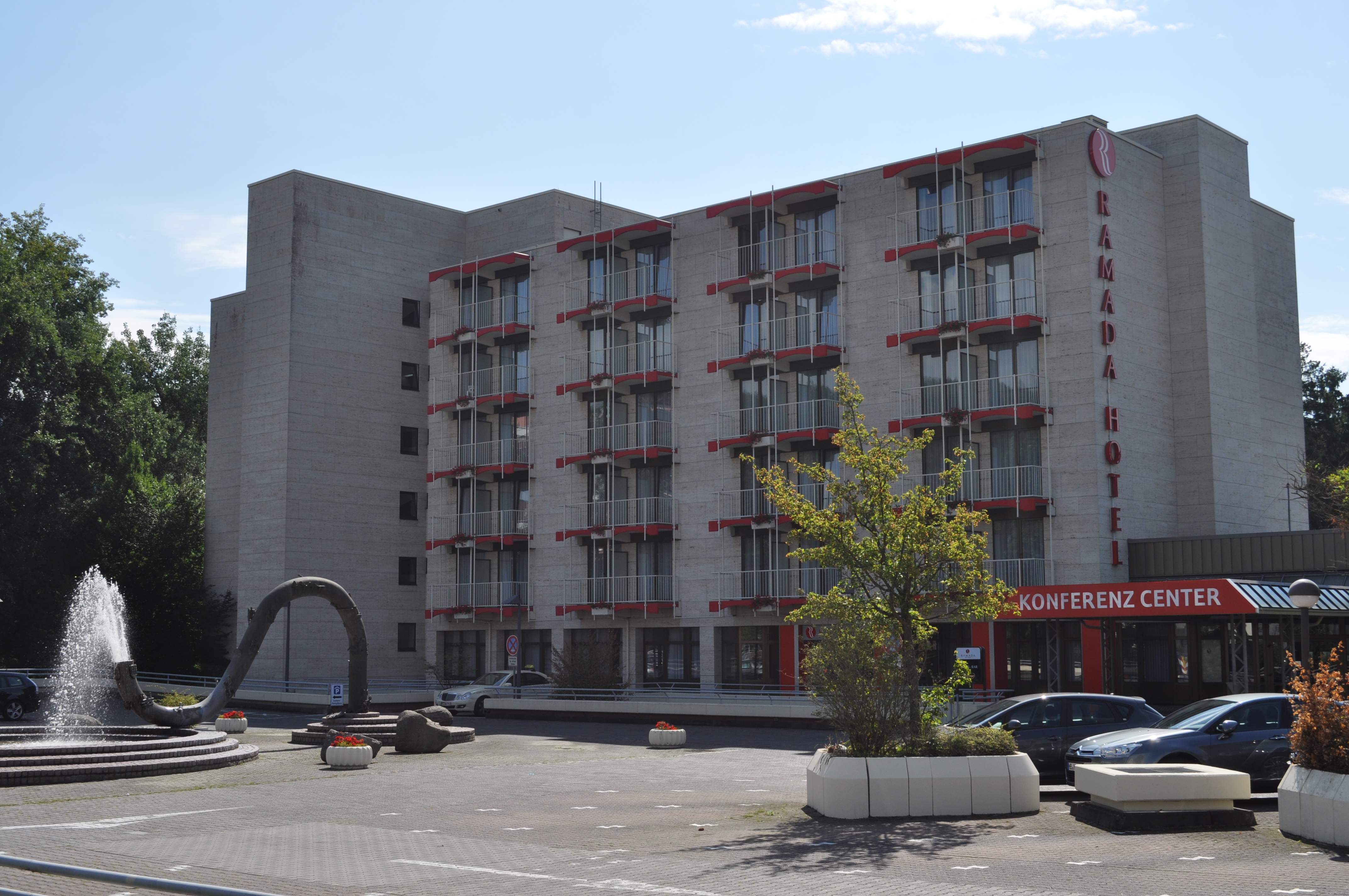
Wyndham Hotel Group (hier das Ramada Hotel Bad Soden)
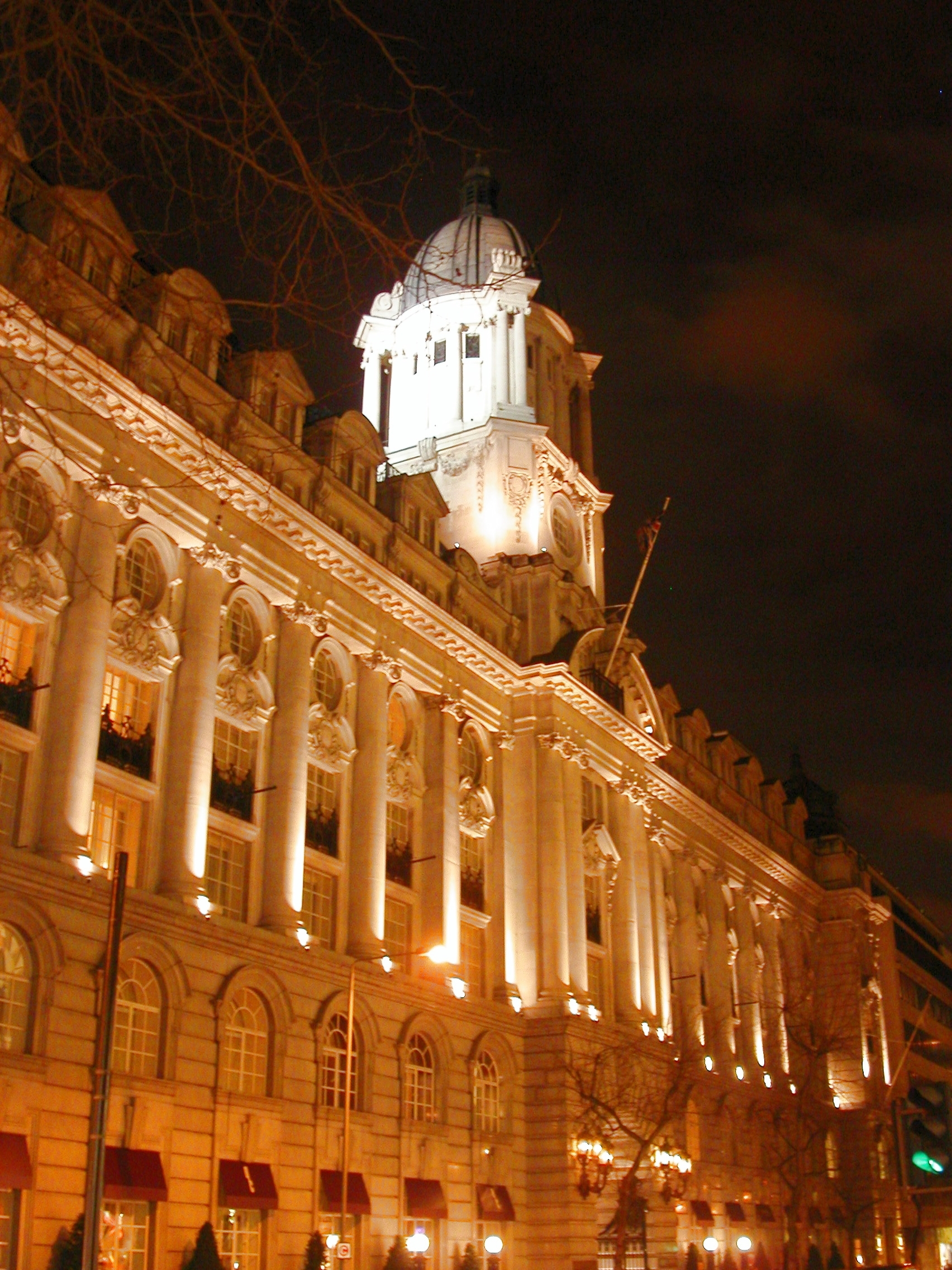
Marriott International (hier das Renaissance London Chancery Court Hotel)
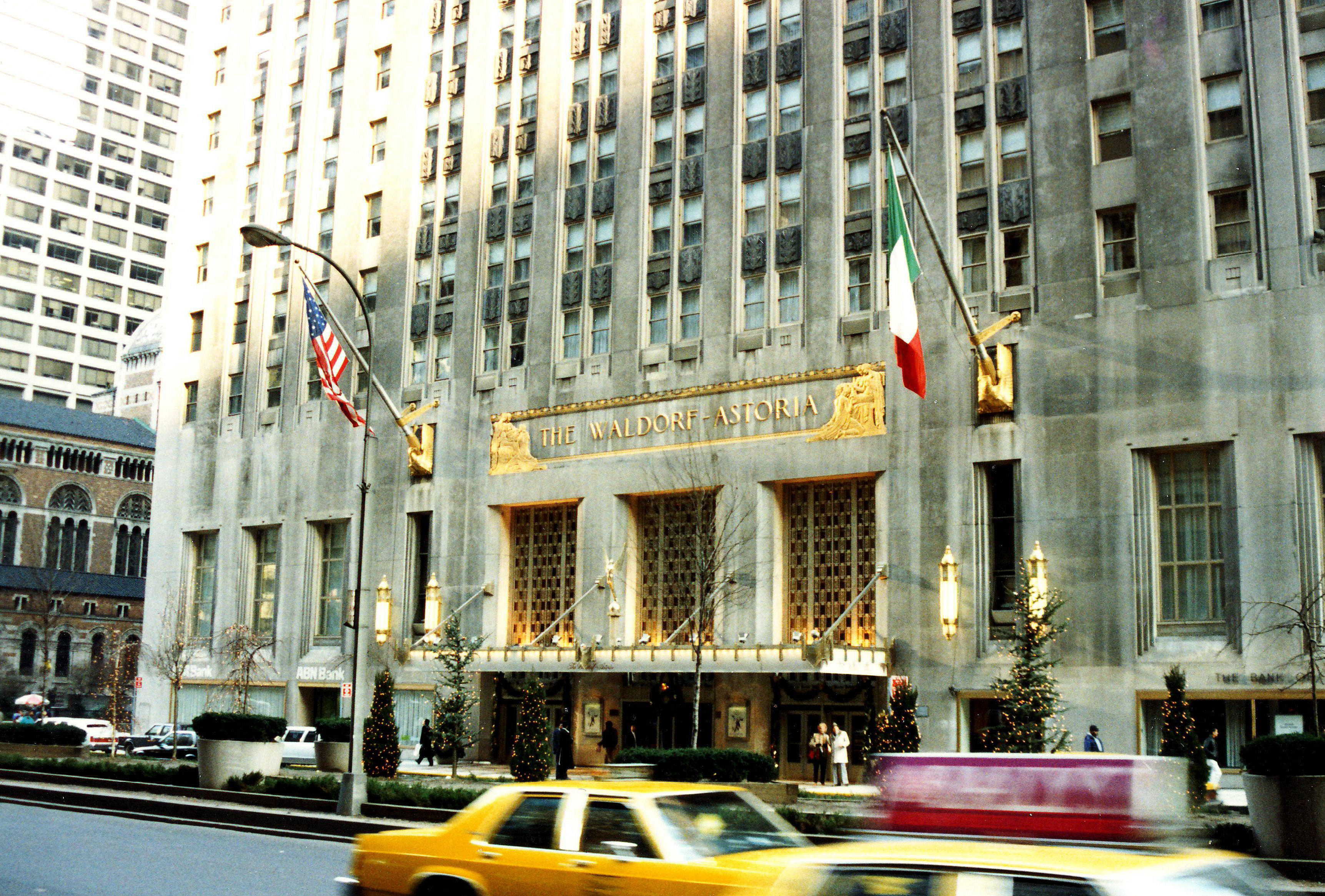
Hilton Hotels (hier das Waldorf-Astoria New York)
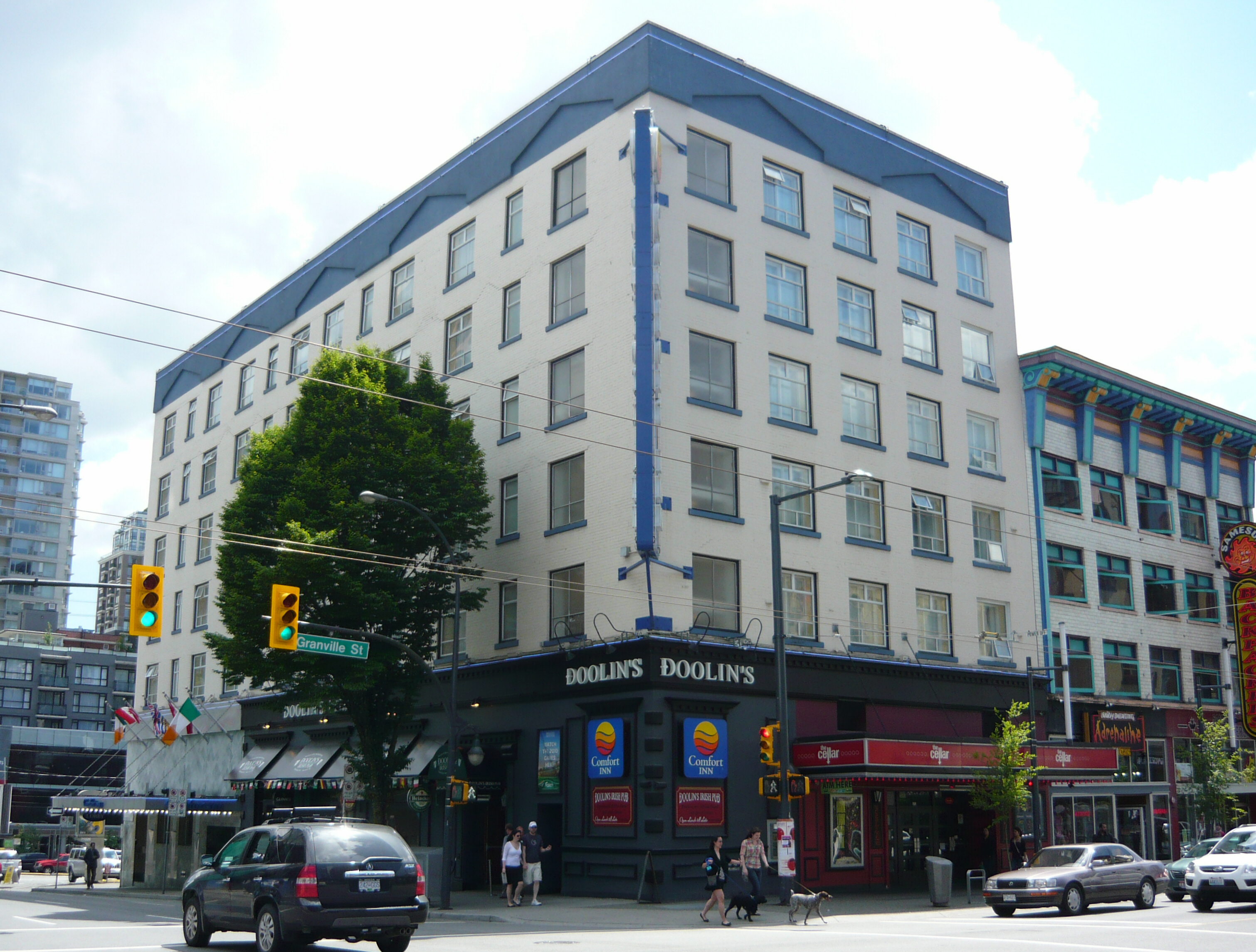
Choice Hotels International (hier das Comfort Inn Vancouver)
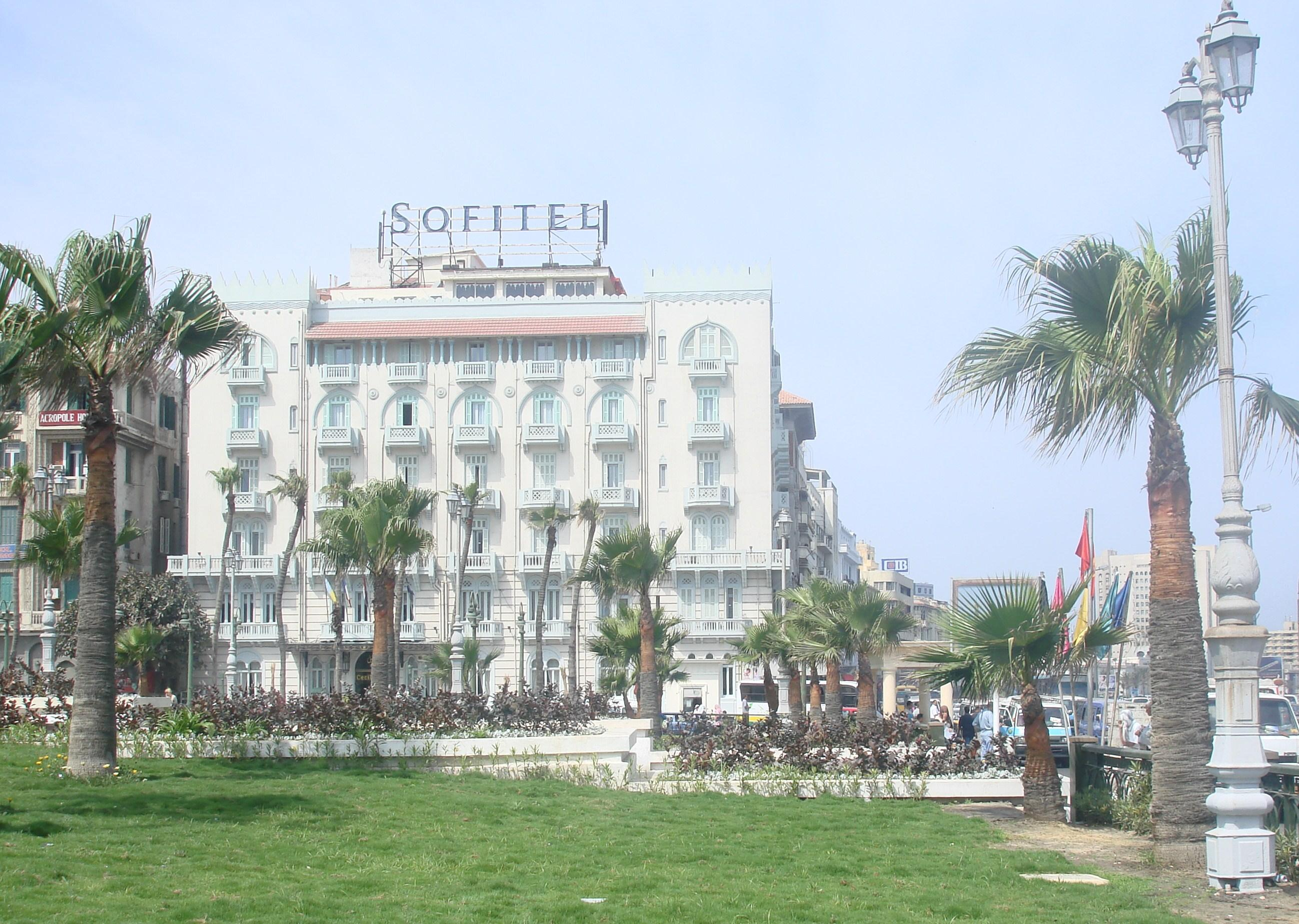
Accor (hier das Sofitel Alexandria)
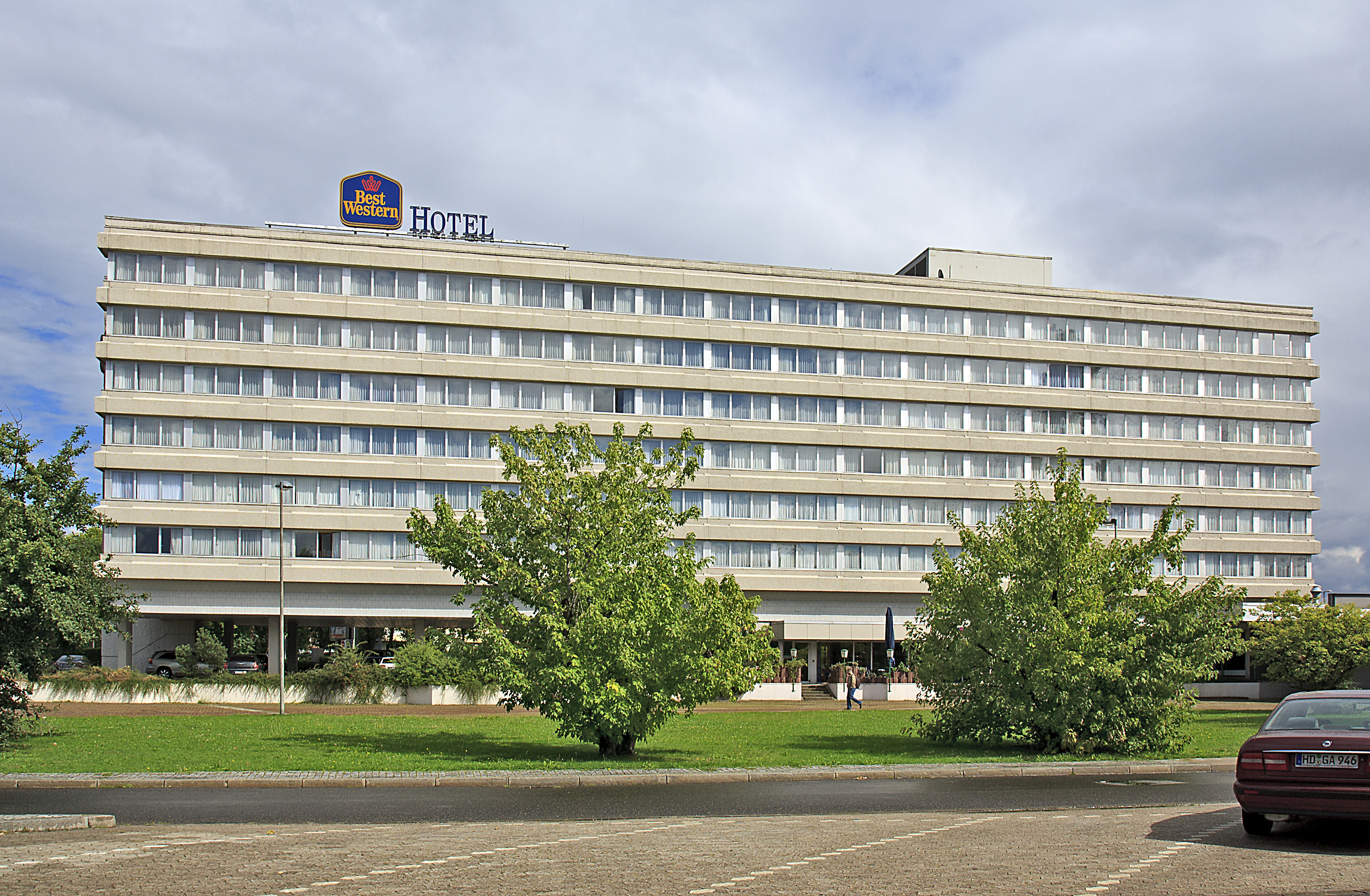
Best Western (hier das Best Western Ludwigshafen)
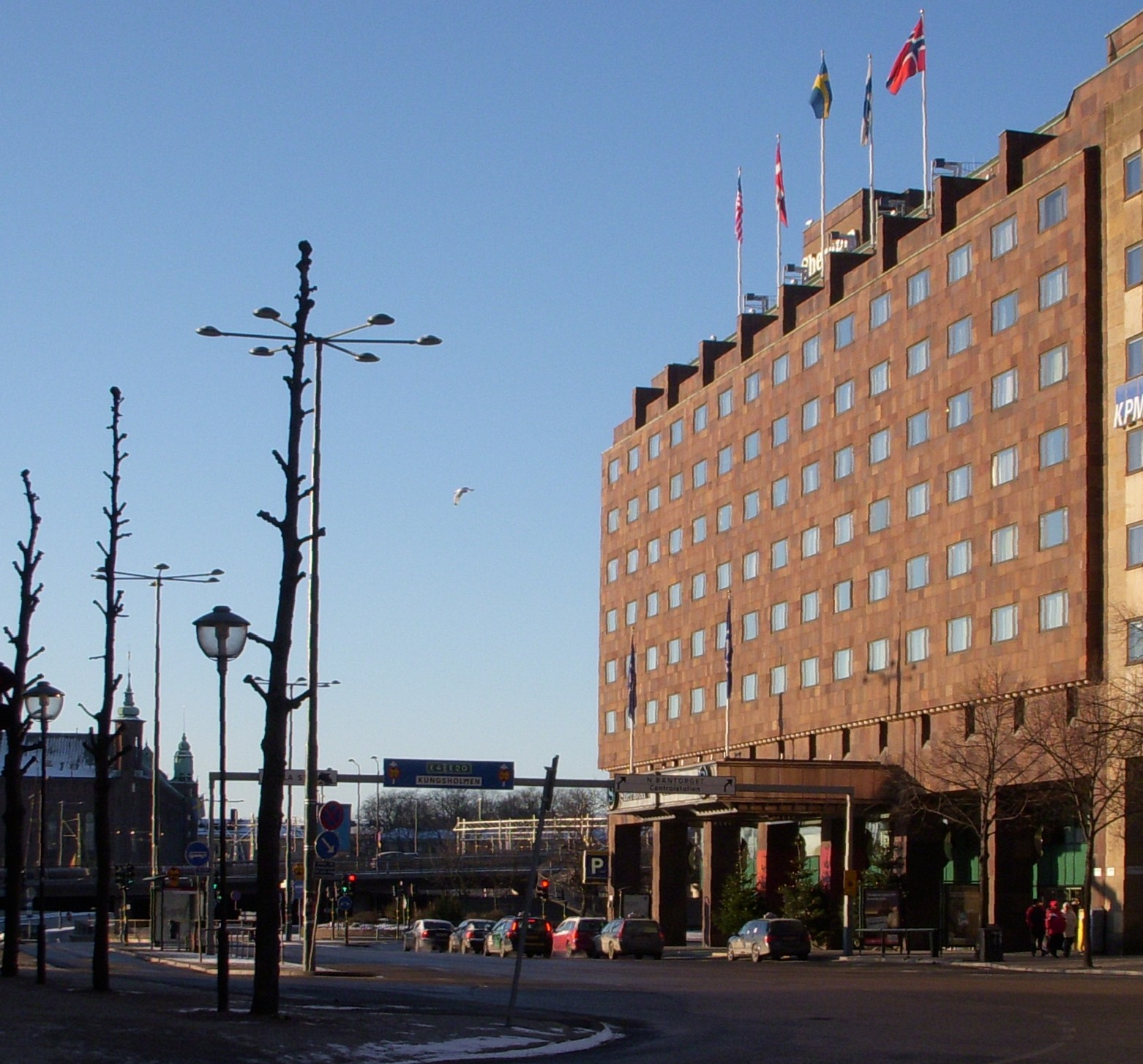
Starwood Hotels & Resorts (hier das Sheraton Hotel Stockholm)
Carlson Companies (hier das Park Inn Berlin-Alexanderplatz)
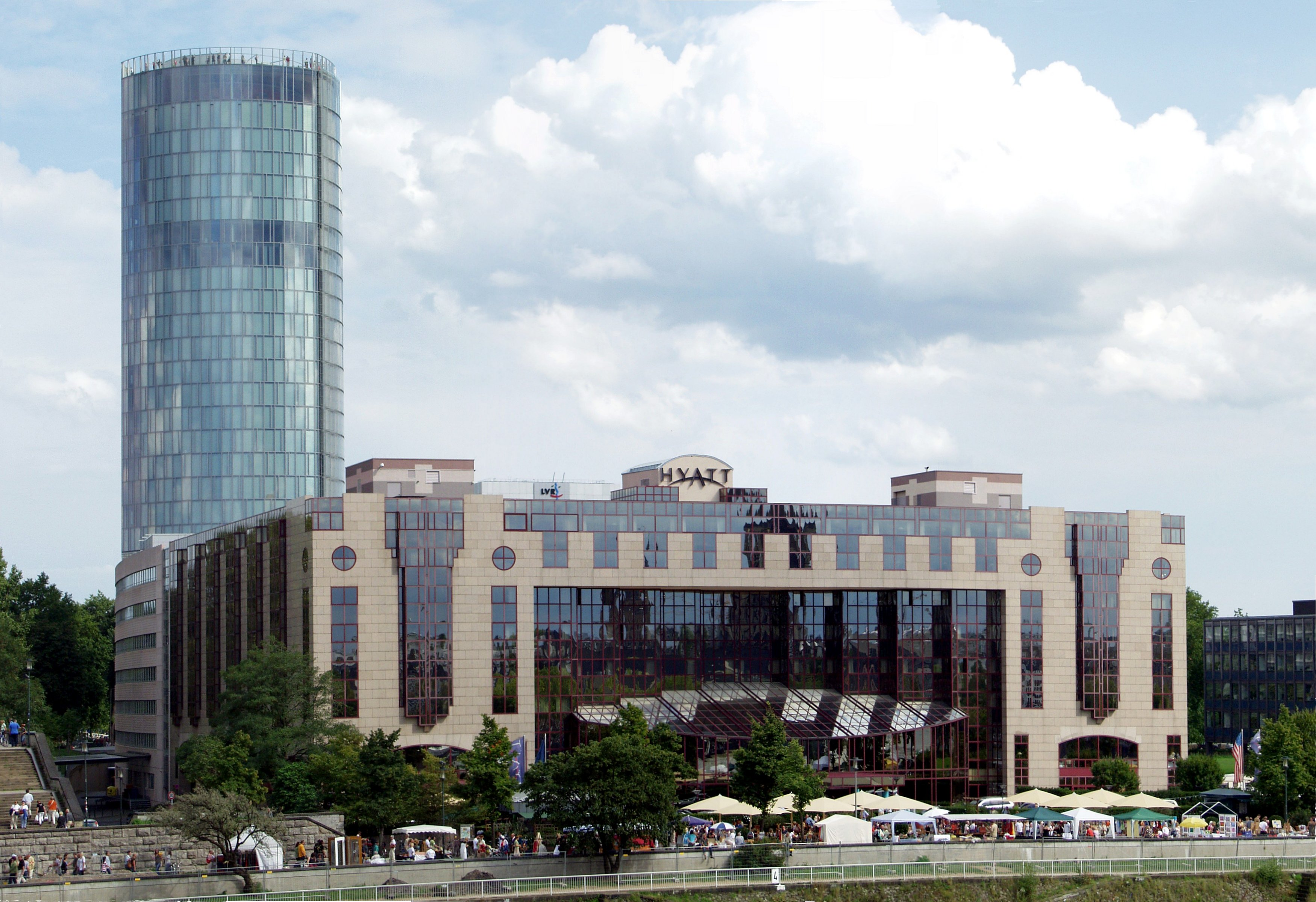
Hyatt (hier das Hyatt Regency Köln)